# Mohamed Oulhaj
Mohamed Oulhaj (arab. محمد أولحاج, ur. 6 stycznia 1988 w Casablance) – marokański piłkarz, grający na pozycji środkowego obrońcy w nieznanym klubie. W latach 2009–2016 reprezentant kraju.

## Klub

### Do 2011 roku
Od początku kariery był związany z Raja Casablanca. W 2006 roku przebił się z drużyn juniorskich do pierwszego zespołu. W sezonach 2008/2009 i 2010/2011 zdobył mistrzostwo Maroka ze swoim zespołem.

### 2011–2019
W sezonie 2011/2012 (pierwszym dostępnym na stronie Transfermarkt) zagrał 22 mecze i strzelił jedną bramkę. Zdobył też puchar kraju. W kolejnym sezonie zagrał 28 spotkań, w których trzykrotnie trafiał do bramki i zaliczył jedną asystę. Zdobył tytuł mistrza kraju. W sezonie 2013/2014 zagrał wszystkie mecze (30), bez goli ani asyst. Sezon 2014/2015 zakończył z liczbą 27 spotkań. W sezonie 2015/2016 miał na koncie 18 spotkań i jednego gola. W kolejnym sezonie zagrał 10 meczów, i, analogicznie jak w poprzednim sezonie, strzelił bramkę. Po raz drugi w swojej karierze zdobył też puchar Maroka. W sezonie 2017/2018 zagrał 19 spotkań. W 2018 roku zdobył też Afrykański Puchar Konfederacji. W sezonie 2018/2019 zagrał tylko jedno spotkanie. Zdobył też Afrykański Super Puchar.
1 lipca 2019 roku zakończył karierę.

## Reprezentacja
Oulhaj w barwach reprezentacji Maroka zagrał 9 spotkań w latach 2009–2016. Pierwszy występ zaliczył przeciwko reprezentacji Rwandy (3:1 dla rywali Marokańczyków). Zagrał 36 minut.